# Казали ди Серавале (Перуђа)
Казали ди Серавале је насеље у Италији у округу Перуђа, региону Умбрија.
Према процени из 2011. у насељу је живело 19 становника. Насеље се налази на надморској висини од 568 м.